# دوناس
دوناس (به ایتالیایی: Donnas) یک کومونه در ایتالیا است که در واله دائوستا واقع شده‌است.

## خصوصیات
دوناس ۳۴٫۲۴ کیلومترمربع مساحت و ۲٬۶۸۳ نفر جمعیت دارد و ۳۲۲ متر بالاتر از سطح دریا واقع شده‌است.

## خواهرخوانده
شهرهای Pianella و Rocchetta Tanaro خواهرخوانده‌های دوناس هستند.